# Érik del Bufalo
Érik del Bufalo (Miami, Estados Unidos, 1972) es un investigador y filósofo venezolano, profesor de la Universidad Simón Bolívar.

## Carrera
Érik se graduó como doctor en filosofía en la Universidad de París X. Desde 2002 forma parte de la Organisation No-Filosófica Internacional, establecida en París por el filósofo François Laruelle, y en 2012 fue cofundador del Centro de Investigaciones Críticas y Sociculturales (CICS), parte del Instituto de Altos Estudios de América Latina (IAEL) en la Universidad Simón Bolívar. Del Bufalo ha participado en el seminario Fundación Cisneros en 2014, 2017 y 2018 y ha escrito para diversas revistas tanto nacionales e internacionales. En 2018 Érik fue galardonado junto con otros ocho profesores con el premio anual a la labor docente, período 2016 – 2017 por la Universidad Simón Bolívar. Del Bufalo también es conocido por su activismo en redes sociales como Twitter.

## Obras
- Deleuze et Laruelle. De la schizoanalyse à la non-philosophie (París, Kimé, 2003)

- El rostro lugar de nadie (Fundación Mercantil, 2006)[8]
- La política encarnada (coautor con Luís Duno Gottberg, 2015)[1]

- El mal y el animal, impotencia y profundidad a partir de una visión de Clarice Lispector
- Proyecto Helicoide y los misterios de la modernidad venezolana[3]